# Sesarmops
Sesarmops is een geslacht van kreeftachtigen uit de klasse van de Malacostraca (hogere kreeftachtigen).

## Soorten
- Sesarmops atrorubens (Hess, 1865)
- Sesarmops impressus (H. Milne Edwards, 1837)
- Sesarmops intermedius (De Haan, 1835)
- Sesarmops mindanaoensis (Rathbun, 1914)